# Ittoqqortoormiit
Ittoqqortoormiit (grönländskt uttal: [itːoqːɔʁtɔːʁmiː], danska: Scoresbysund) är en ort i kommunen Sermersooq på Grönland, vid norra sidan av fjorden Kangertittivaq (Scoresby sund), nära dess mynning. Den hade 345 invånare 2020 och var tidigare huvudort i Ittoqqortoormiits kommun som upphörde den 1 januari 2009. Det danska namnet Scoresbysund kommer från det danska namnet på den intilliggande fjorden, vilket i sin tur är efter utforskaren och valfångaren William Scoresby, som var den första som kartlade området år 1822. Det grönländska namnet betyder "Stora hus invånare" på den östgrönländska dialekten. 
Regionen är känd för sitt djurliv som inkluderar isbjörnar, myskoxar och sälar.
Tundraklimat råder i trakten. Årsmedeltemperaturen i trakten är −10 °C. Den varmaste månaden är juli, då medeltemperaturen är 2 °C, och den kallaste är februari, med −20 °C.

## Historik
Ittoqqortoormiit grundades 1925 av Ejnar Mikkelsen och omkring 70 inuitiska bosättare på fartyget Gustav Holm, 400 kilometer söder om den sista inuitiska bosättningen i nordöstra Grönland.
Bosättningen uppmuntrades av kolonialmakten Danmark som vid tidpunkten hade närt ett allt större intresse av nordöstra Grönland. Norge hade ställt krav på området eftersom hela Grönland en gång varit norskt, och nordöstra Grönland ansågs övergivet av Danmark. Samtidigt var syftet med koloniseringen att förbättra levnadsstandarden i Tasiilaq 800 km söderut, varifrån bosättarna mer eller mindre frivilligt förflyttats. Bosättarna kunde snart försörja sig tack vare de goda jaktmöjligheterna i det nya området, som var fyllt av säl, valross, narval, isbjörn och fjällräv.
Även tidigare har det dock i området funnits gamla inuitiska bosättningar, vilket bevisats av arkeologiska utgrävningar.

## Infrastruktur
Ittoqqortoormiit är en av de mest isolerade orterna på Grönland. Det finns ett flygfält vid Nerlerit Inaat (Konstabel Pynt), som kan nås med helikopter samt under några månader om året med fartyg. Det går 1-2 flyg i veckan med Air Greenland till västra Grönland, samt Air Iceland-flyg till Reykjavik på sommaren. Orten är utgångspunkt för besök i Grönlands enda och världens största nationalpark Grönlands nationalpark.

## Ekonomi
Lokala jägare har i flera generationer försörjt sig på val- och isbjörnsjakt och detta består som en viktig både kulturell och ekonomisk faktor. Huvudsakliga produkter som framställs av detta är kött och biprodukter. Ittoqqortoormiit ligger nära stora populationer av räkor och grönländsk hälleflundra, men då stora delar av havet fryser till is är det omöjligt att nyttja dessa resurser året runt. På grund av detta har fiske aldrig nyttjas till någon större grad. Turism är också av ökande betydelse i orten.

## Vänorter
- Ålborg, Danmark
- Dalvík, Island
- Nuuk, Grönland

## Galleri

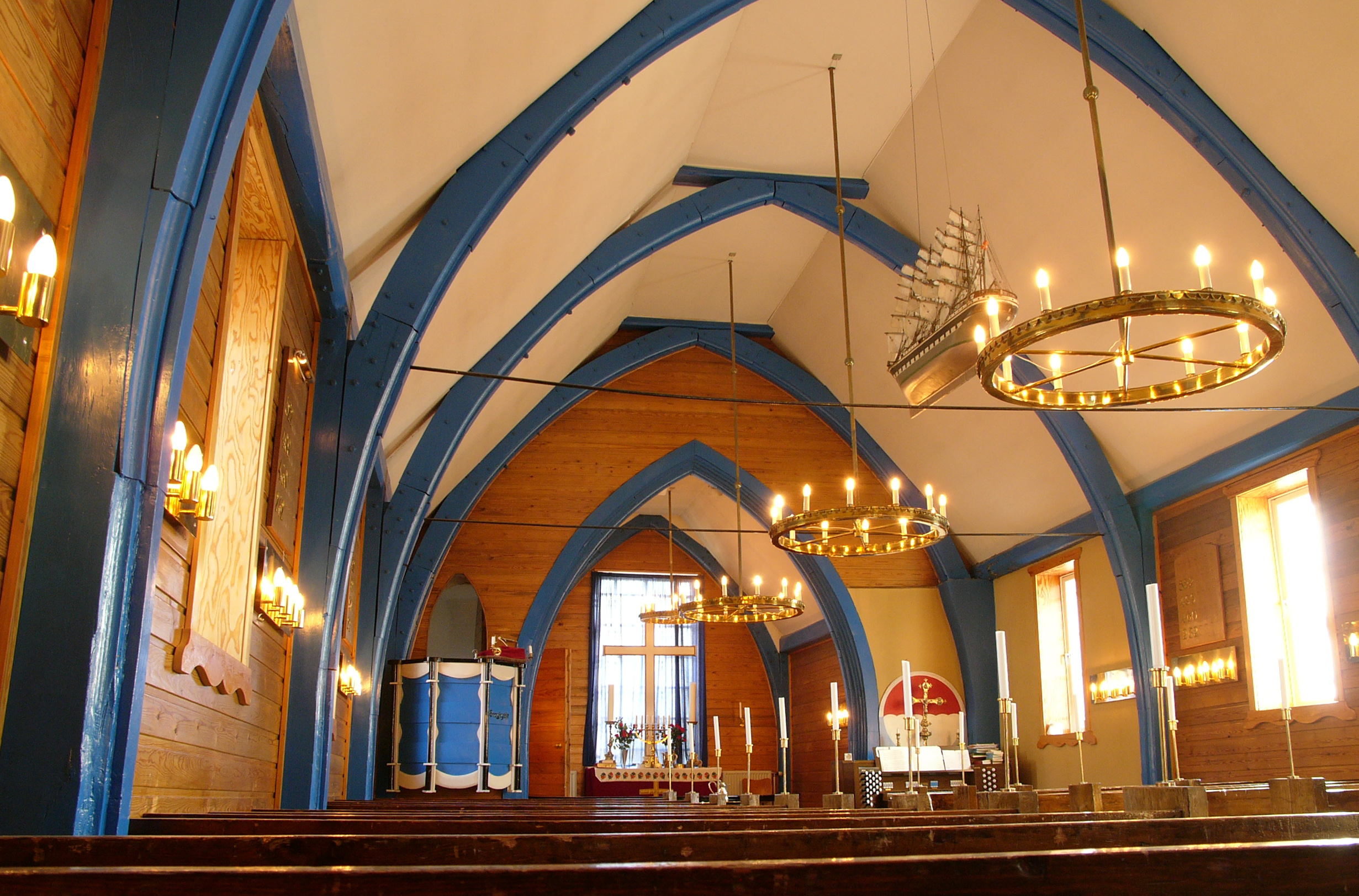
Insidan av Ittoqqortoormiits kyrka
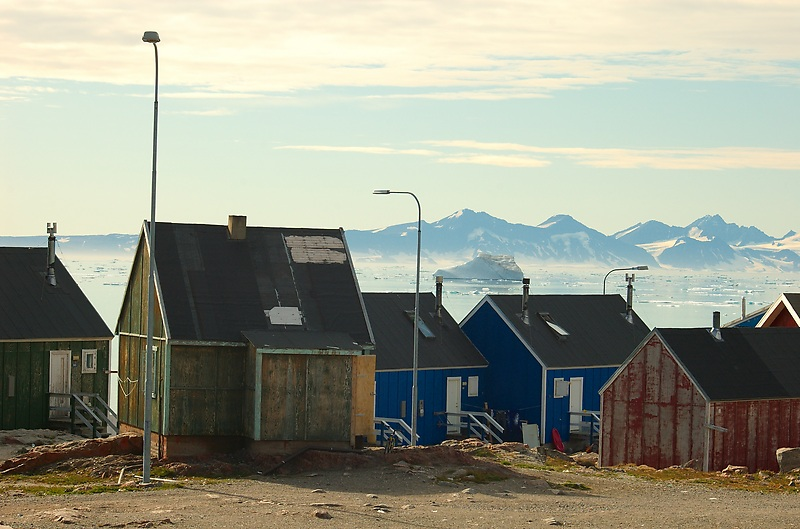
Några hus i Ittoqqortoormiit
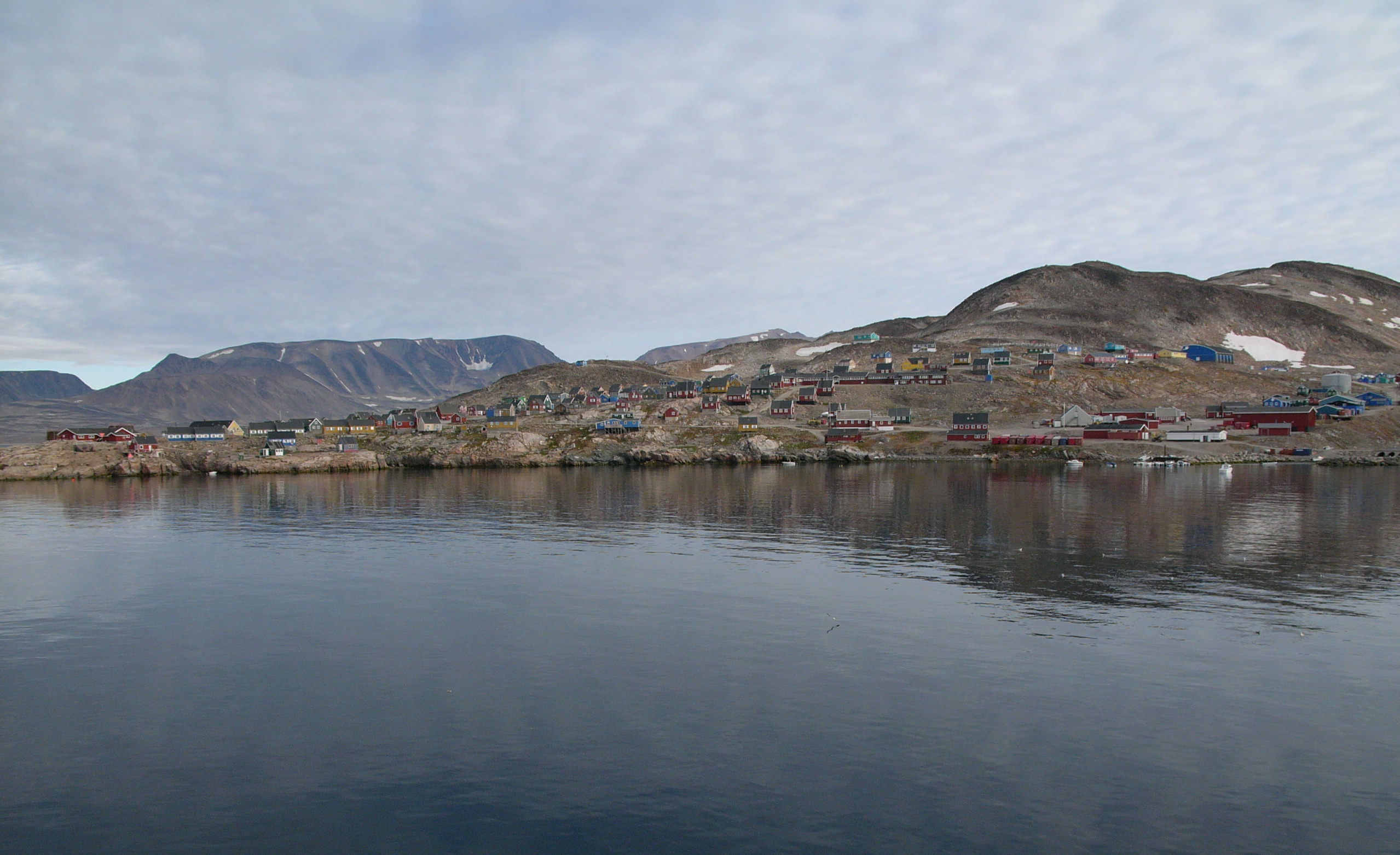
Kusten